# Естремадурське селянське повстання

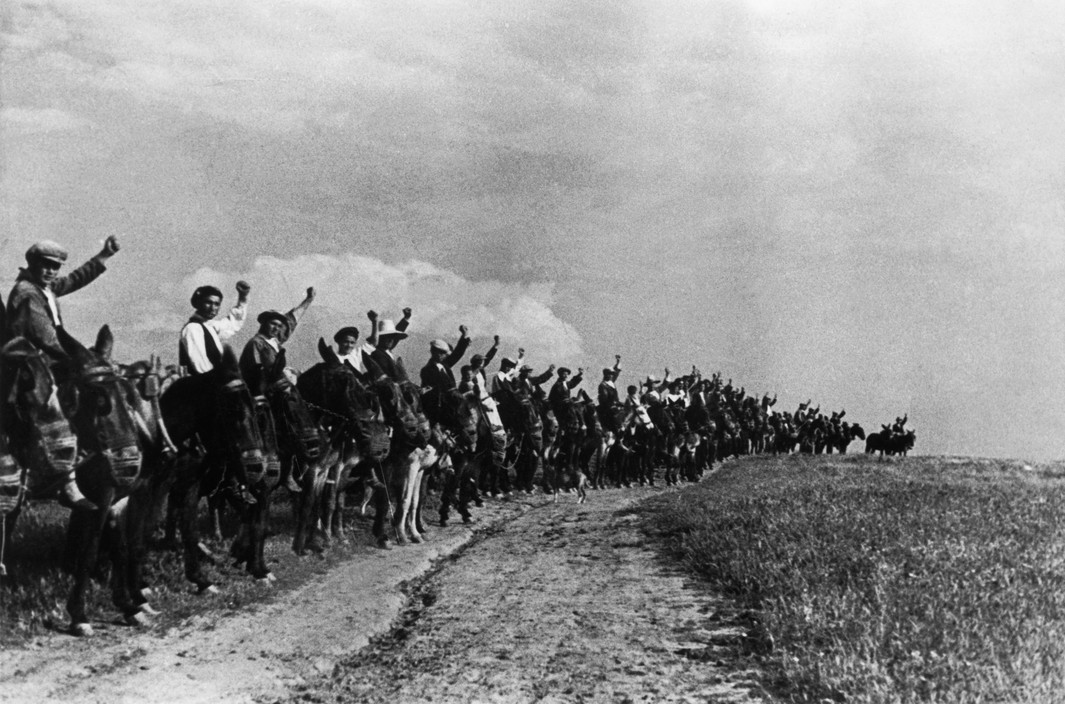
Селяни з Естремадури з піднятими кулаками. 1936 рік.

Велике вторгнення на ферми 25 березня 1936 року — це події, котрі відбулися того дня в іспанському регіоні Естремадура, під час яких близько 80 000 селян здійснили серію мирних окупацій ферм на загальній площі 250 000 гектарів землі.
Різні політичні партії, громадські рухи та групи пропонують 25 березня як День Естремадури на честь цієї події.

## Передісторія

### Аграрна реформа

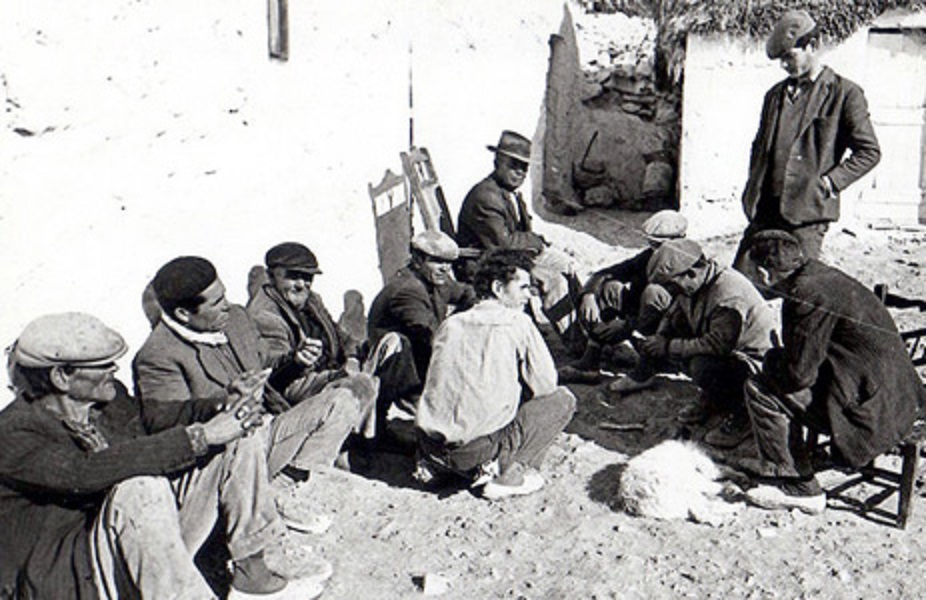
Іспанські поденники (імовірно, з Андалусії чи Естремадури)

У 1930 році населення було переважно сільським: 45,5 % активного населення працювало в сільському господарстві або тваринництві, тому земля все ще залишалася основним джерелом національного багатства, а контроль над нею визначав соціальне становище більшості населення.
Після проголошення Другої республіки було прийнято важливий Закон про аграрну реформу. Амбітний проєкт пропонував експропріацію великих маєтків для розподілу їх між поденними робітниками; на додаток до багатьох інших покращень для селян: модернізація, підвищення заробітної плати, восьмигодинний робочий день, страхування фермерів від нещасних випадків, заборона вигнання фермерів-орендарів, землевласники були змушені обробляти землю і не залишати її пустою, кредити селянам для експлуатації своїх земель тощо.
Попри великі сподівання, які цей закон викликав, застосування Закону про аграрну реформу було дуже обмеженим: наприкінці 1933 року було зайнято лише 24 203 гектари, розподілені між 4 339 селянами. Причини могли полягати в тому, що він мав явно недостатні ресурси через брак грошей у державній скарбниці, а також бойкот, який здійснювали самі землевласники та приватні банки (сімейні та економічно пов'язані з землевласниками). Повільність і труднощі в застосуванні закону намагалися пом'якшити Декретом про інтенсифікацію рослинництва (22 жовтня 1932 р.), який дозволив тимчасово зайняти господарства, які припинили обробіток. Але нарешті на виборах 1933 року CEDA, яка була консервативною партією, перемогла і паралізувала процес.
Реформа, не будучи повним провалом, викликала велике розчарування у селян. Загальне хвилювання почалося після подій La Villa de Don Fadrique. Провал аграрної реформи був однією з головних причин гострих соціальних хвилювань періоду 1933-34 рр. (що вплинуло на події в Касас-В'єхас), оскільки багато селян відчували розчарування, не побачивши обіцянки щодо розподілу землі. Це призвело до радикалізації FNTT (Національної федерації земельних робітників), до якої приєдналося багато селян, і тому вона зазнала вражаючого зростання.
З іншого боку, поміщики об'єдналися в опозиційний блок. Уже в серпні 1931 року вони створили Національну асоціацію власників сільської власності, звідки бойкотували аграрну реформу, значною мірою сприяючи затримці її затвердження та застосування.

### 1934 рік
У 1934 р. зросло безробіття в сільському господарстві (було понад 400 тис. безробітних, 63 % від загальної суми). Зіштовхнувшись із цими умовами, FNTT оголосив забастовку поденників 5 червня 1934 року, коли мали розпочатися жнива, на захист соціальних досягнень першого дворічного періоду (контрактів, зайнятості, зарплати, визнання профспілок, змішаних судів присяжних тощо). Уряд розцінив цей заклик як революційний, і тому його заборонили. Забастовка охопила понад 500 муніципалітетів в Андалусії, Естремадурі та Ла-Манчі та ще близько двохсот інших провінцій. Вона тривала від п'яти до п'ятнадцяти днів залежно від ступеня впровадження соціалізму в кожному місці. «Це була найбільша аграрна забастовка в історії [Іспанії]» Деякі селянські лідери були ув'язнені (з них 600 поденників Естремадури), численні соціалістичні міські ради були розпущені, а кілька «народних домів» були закриті.

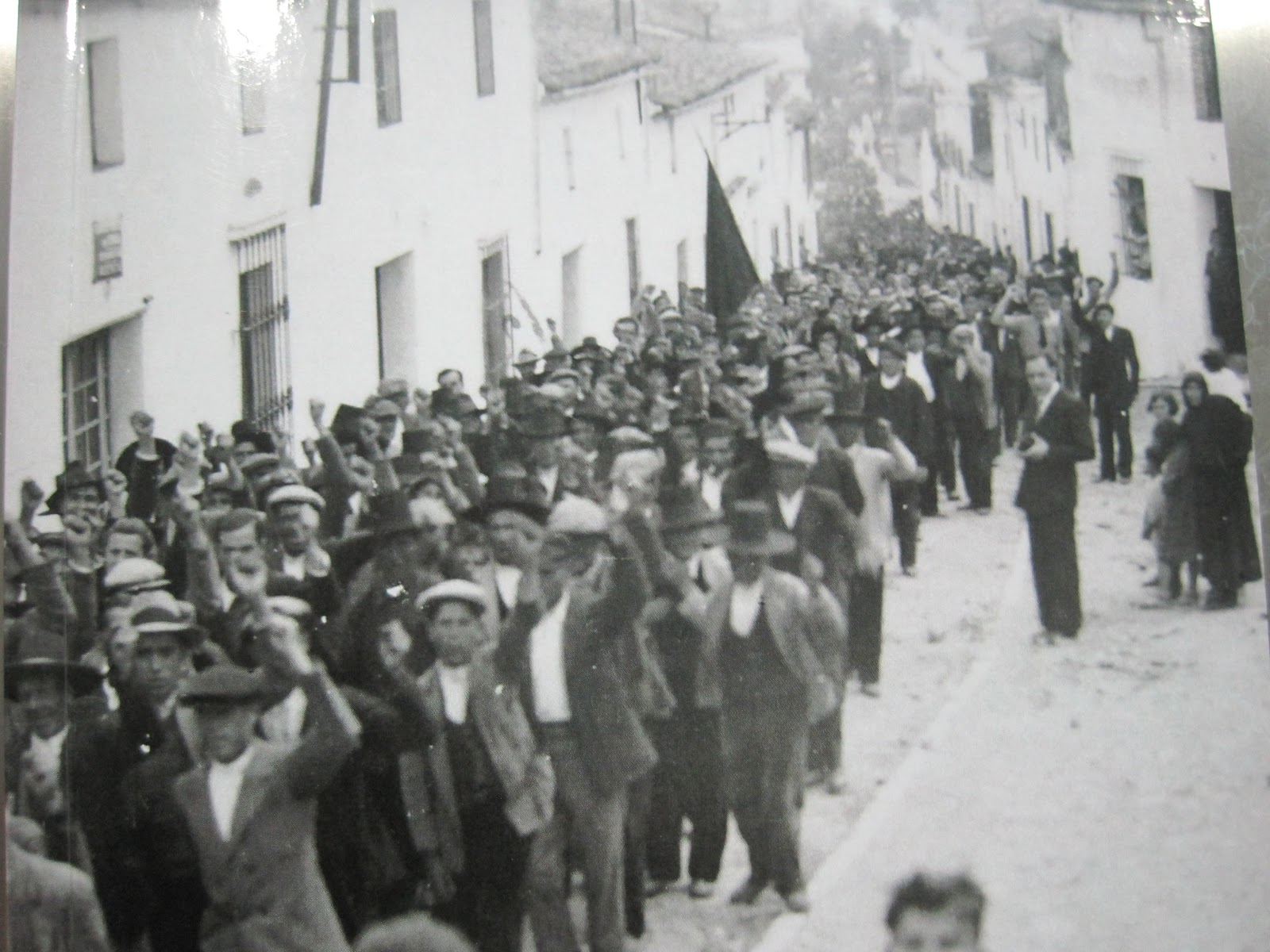
Святкування 1 травня 1936 року у Фрегеналь-де-ла-Сьєрра (Бадахос)

Через п'ять місяців, у жовтні, сталася революція 1934 року. У «поміщицькій зоні» (Андалусія, Естремадура і Ла-Манча) селяни, виснажені жорстокими репресіями під час страйку в червні минулого року, насилу змогли підтримати новий страйк. Хоча в деяких місцевостях деякі повстання все ж відбувалися. Наприклад, випадки Віяробледо (Альбасете), Альхесірас (Кадіс), Прадо дель Рей (Кадіс), Ла Кароліна (Хаен) або Теба (Малага). У всіх них відбулися сутички з цивільною гвардією, штурми ратуш і підпали судів і церков. Уряд оголосив воєнний стан, що призвело до загибелі 2000 і 30 000 затриманих.

## Окупація землі

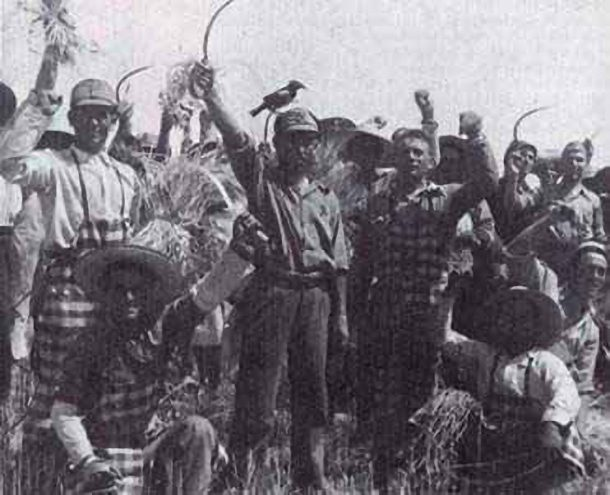
Селяни з Бадахосу здійснюють окупацію ферм.

На початку 1936 року безробіття в сільській місцевості зросло до 20 %, що збіглося з кризою та періодом дощів, які перешкоджали виконанню робіт. Одним з найбільш постраждалих регіонів була Естремадура, яка сильно залежала від сільської місцевості і сильно постраждала від обставин попередніх років.
FNTT наказала розпочати окупацію полів Естремадури вранці 25 березня 1936 року. Дотримуючись її вказівок , близько 80 000 естремадурських селян зайняли майже 250 000 гектарів того дня; мирно й без інцидентів із землевласниками чи владою, у понад 280 містах одночасно. Озброєні мотиками та іншими знаряддями, вони розмежували межі новозахопленої землі, як наказав FNTT. Потім організовано повернулися в місто, до ратуші, змусивши мера, радників та інших посадових осіб розписатися в акті про явку. Наступного ранку вони продовжили свій звичайний день, як і будь-який день.
Тактика не могла бути більш успішною. За допомогою однієї акції селяни зайняли набагато більше землі, ніж було передано за останні п'ять років.
Ці події зібрано в книгах «День, коли піднялася Естремадура» (2020) та «Інша Естремадура». Матеріали для альтернативної історії Естремадури (2020) і зібрані в п'єсі Віктора Чаморо 25 березня 1936 (2018), яку можна повністю переглянути на YouTube.

## Наслідки
Очевидно, одностайне повстання селян Естремадури викликало справжню паніку в урядових колах, побоюючись, що «революція» пошириться на решту села.
Це викликало тривогу в пресі. Наступного дня у першому заголовку бадахоської газети «Hoy» було зазначено, що «Губернатор наказує звільнити захоплену власність». «Асанья стверджує, що не може терпіти вторгнення на ферми». Також повідомлялося про цивільного губернатора Бадахоса Мігеля Гранадоса, вищого органу влади провінції: з цієї причини він був змушений накласти санкції та ще раз попереджає, що уряд не терпітиме більше поселень, ніж дозволено аграрною реформою. За винятком дрібних інцидентів, спокій абсолютний. Слід враховувати, що у зв'язку з дією режиму тривоги в ЗМІ була попередня цензура; Бадахоська газета «Hoy» з'явилася з пробілами інформації, яка ніколи не з'являлася.
Того дня, 25 березня, від цивільного уряду Бадахосу в усі міста провінції було передано циркулярну телеграму. Цей наказ закликав мерів мати «обов'язок від імені Уряду протистояти цьому». Проте багато органів влади погодилися підписати протоколи, яких просили селяни.
Але замість застосування сили, уряд був змушений надіслати групу інженерів і чиновників з Інституту аграрної реформи, щоб надати привласненню землі видимості законності.
Два місяці по тому, в травні, група безробітних поденників з Єсте (Альбасете), за прикладом Естремадури, зайняла ферму і почала її орати. Це стало причиною подій Yeste. Цивільна гвардія зрештою вбила загалом 17 людей і заарештувала 50 членів FNTT, у тому числі Германа Гонсалеса, соціалістичного мера Єсте.
У липні того ж 1936 року почалася громадянська війна, що швидко поклало початок Естремадурській кампанії. Вважається, що вторгнення в Естремадуру було не стільки стратегічним, скільки помстою за фермерські окупації. Відбулася різанина в Бадахосі: від 500 до 4000 людей було вбито тільки між 14 і 15 серпня, через кілька днів після завершення битви за Бадахос. Методом страт був розстріл без попереднього суду людей, які брали участь в обороні міста або підозрюваних у симпатіях до Республіки. На вулицях міста відбувалися вбивства, в тому числі дітей. Того ж дня, 14-го, генерал Ягуе наказав ув'язнити всіх ув'язнених, більшість з яких були цивільними, на арені для кориди та стратити. Деякі тіла були розташовані поряд з кільцевою дорогою Бадахос.
Багато селян, які брали участь у мирному виступі 25 березня 1936 року, були вбиті або ув'язнені в результаті репресій Франко як покарання. Історик Кандела Чавес задокументувала, що Бадахос був другою провінцією, яка найбільше постраждала від репресій Франко.